# Episodi di Mad Men (sesta stagione)
La sesta stagione della serie televisiva Mad Men è stata trasmessa in prima visione negli Stati Uniti d'America da AMC dal 7 aprile al 23 giugno 2013.
In Italia, la sesta stagione è stata interamente resa disponibile sul servizio di streaming on demand TIMvision il 13 maggio 2014; in chiaro è stata trasmessa da Rai 4 dal 7 gennaio all'11 marzo 2015.
| nº | Titolo originale      | Titolo italiano            | Prima TV USA   | Pubblicazione Italia |
| -- | --------------------- | -------------------------- | -------------- | -------------------- |
| 1  | The Doorway (Part I)  | Dietro la porta - 1ª parte | 7 aprile 2013  | 13 maggio 2014       |
| 2  | The Doorway (Part II) | Dietro la porta - 2ª parte | 7 aprile 2013  | 13 maggio 2014       |
| 3  | The Collaborators     | Nuove collaborazioni       | 14 aprile 2013 | 13 maggio 2014       |
| 4  | To Have and to Hold   | Doppia coppia              | 21 aprile 2013 | 13 maggio 2014       |
| 5  | The Flood             | La tempesta                | 28 aprile 2013 | 13 maggio 2014       |
| 6  | For Immediate Release | Due agenzie, un'idea       | 5 maggio 2013  | 13 maggio 2014       |
| 7  | Man with a Plan       | L'uomo con un piano        | 12 maggio 2013 | 13 maggio 2014       |
| 8  | The Crash             | L'incidente                | 19 maggio 2013 | 13 maggio 2014       |
| 9  | The Better Half       | La parte migliore          | 26 maggio 2013 | 13 maggio 2014       |
| 10 | A Tale of Two Cities  | Le due città               | 2 giugno 2013  | 13 maggio 2014       |
| 11 | Favors                | Favori particolari         | 9 giugno 2013  | 13 maggio 2014       |
| 12 | The Quality of Mercy  | Le qualità dei mostri      | 16 giugno 2013 | 13 maggio 2014       |
| 13 | In Care Of            | La cura di sé              | 23 giugno 2013 | 13 maggio 2014       |

## Dietro la porta - 1ª parte
- Titolo originale: The Doorway (Part I)
- Diretto da: Scott Hornbacher
- Scritto da: Matthew Weiner

### Trama
Siamo nel periodo di Natale, l'anno è il 1967. La puntata si apre con la scena in cui "Jonesy", il portiere dei coniugi Draper, ha un attacco di cuore e il Dr Arnold Rosen, un cardiochirurgo che abita nella stessa palazzina dei Draper, lo aiuta con il massaggio cardiaco.
Nella scena successiva viene mostrato Don, mentre legge l'incipit della Divina Commedia, sulla spiaggia alle Hawaii dove si trova con la moglie Megan. I Draper mescolano piacere e affari dato che si trovano in vacanza nel costoso "Royal Hawaiian Hotel". Il viaggio è spesato da Sheraton, proprietario dell'hotel e cliente della SCDP. Megan, è ora un'attrice di Soap opera e viene riconosciuta da una donna di mezza età che le chiede un autografo per la figlia. Megan successivamente dirà a Don: "Lei mi ha veramente riconosciuta". Quella sera Don, non riuscendo a dormire, va al bar dell'hotel, dove trova un giovane uomo ubriaco addormentato al bancone del bar. A questo punto arriva al bar un altro uomo, anche lui ubriaco, che riconosce nell'accendino di Don un'indicazione del fatto che anche questi deve far parte delle forze armate, e Don specificherà di essere stato nell'esercito e di essere stato in Corea. Il giovane si presenta come Soldato Scelto Dinkins, racconta di essere ad Honolulu per un congedo, che quella sera è la sera del suo addio al celibato e che dovrà tornare in Vietnam ancora per otto mesi. Spiega a Don che l'uomo ubriaco al bancone è il suo testimone di nozze e chiede a Don di accompagnare la sposa all'altare e Don accetta, anche se si tratta di uno sconosciuto. Dinkins informa Don che il matrimonio si terrà la mattina seguente. La mattina dopo Megan si sveglia da sola e trova Don che sta partecipando alla funzione e decide di fargli una foto.
A New York, Betty, Sally, la madre di Henry, Pauline, e Sandy, una quindicenne la cui madre è morta e per questo vive con i Francis, sono a teatro a vedere lo spettacolo dello Schiaccianoci. Mentre stanno tornando a casa in macchina, Betty, che è alla guida, viene fermata da un poliziotto perché guida troppo velocemente e le fa la multa. Una volta a casa, troviamo Henry, Bobby, e Gene che conversano seduti sul divano. Betty chiede a Sandy, che racconta di essere stata presa alla Juiliard, di suonare qualcosa al violino. Sandy accetta e suona il famoso notturno in Mi bemolle maggiore, Op. 9, no.2 di Chopin. Una volta a letto Betty stuzzica Henry su come questi guardava la giovane mentre suonava il violino e lo mette in imbarazzo giocando sulla possibilità di far succedere veramente che i due vadano a letto insieme anche grazie al suo aiuto.
Quando Megan e Don tornano a casa dal loro viaggio alle Hawaii, Megan chiede a Jonesy come sta e si apre un flashback che ricollega alla prima scena della puntata in cui Jonesy sta avendo un attacco cardiaco e viene soccorso da Megan, Don e il dottor Rosen. Il flashback termina e, tornati al presente, si vede un Jonesy in salute e al lavoro che accoglie i Draper di ritorno dal loro viaggio, che da a Megan una busta che contiene il nuovo copione dell'attrice.
Nel cuore della notte Betty si sveglia e va in cucina per uno snack. Qui trova Sandy che si sta fumando una sigaretta e non riesce a dormire. Sandy rivela a Betty che non è stata accettata alla Juilliard e che in realtà lei sperava di essere stata presa anche perché desiderava andare a vivere a New York. La ragazza esprime ammirazione per quelle persone che vivono insieme nel Village e racconta di aver fatto visita a un gruppo di ragazzi che vivono lì. Betty la conforta dicendo che un giorno potrà anche lei andare a New York, quando avrà l'età per farlo, e le racconta di quando faceva la modella e viveva con altre cinque persone nella stessa casa a Manhattan.
Peggy, che adesso vive con il suo ragazzo Abe, riceve una telefonata da Bert Peterson della Culter Gleason e Chaough. Bart racconta a Peggy che un comico al The Tonight Show, aveva fatto delle battute sul fatto che i soldati americani in Vietnam tagliassero le orecchie ai soldati Viet Cong, che ne facessero poi delle collane da indossare come trofei, e perciò il loro slogan "prestatemi orecchio" non voleva più essere usato dalla Koss HeadPhones per lo spot del Super Bowl, per non creare controversie, ed era quindi necessario crearne uno nuovo. Peggy tenta quindi di contattare Ted Chaough, in Colorado, per parlargli del problema.
Don sale sull'ascensore con il dottor Rosen che esprime interesse per la nuova macchina fotografica pubblicizzata dalla SCDP la Leica, e Don si offre di regalargliene una se questi fosse passato dal suo ufficio.
Roger Sterling è dallo psichiatra e durante la seduta discute della sua paura della morte.
Mentre è in ascensore, Bob Benson, che dice di lavorare come responsabile commerciale al secondo piano della SCDP, fa del suo meglio per impressionare Don, anche se questi fatica a ricordare chi lui sia. In ufficio Don trova il team di copywriting mentre sta fumando marijuana. I suoi dipendenti gli chiedono informazioni sul viaggio in modo da trarne ispirazione per degli spot per la Royal Hawaiian. Successivamente Don vede i colleghi che si stanno facendo fotografare per una pubblicità e scopre che la sua segretaria ha riorganizzato il suo ufficio per fare le foto. Finalmente solo, Don, ripensa all'oceano.
Don ha un incontro con alcuni nuovi copywriters e critica le loro idee per la pubblicità della "Dow oven cleaner"; soprattutto li rimprovera per la banalizzazione della parola amore. Mentre Don sta finendo il suo discorso, arriva in ufficio il dottor Rosen che ascolta Don parlare prima di farsi annunciare. Dopo di che il dottor Rosen saluta Don che deve andare a fare le foto.
Roger sta fissando per telefono con la sua fidanzata, quando entra nel suo ufficio la sua segretaria Caroline, visibilmente sconvolta che lo informa della morte di sua madre a causa di un infarto. Roger comunque non sembra particolarmente turbato, si limita a dire: "aveva 91 anni, quasi non me ne stupisco" e dice a Caroline di chiedere a Joan aiuto per il funerale.
Peggy sta continuando a rintracciare Ted per informarlo delle novità ma senza successo.
Nell'ufficio di Don, quando il fotografo gli chiede di mettersi a suo agio e di fare ciò che crede per fare una foto ad effetto, Don prende una sigaretta e quando prende l'accendino si rende conto che non è il suo ma quello del soldato scelto Dinkins che ha incisa dietro la frase: "A volte nella vita bisogna fare cose che non vorremmo fare" e si perde nei suoi pensieri non ascoltando più ciò che il fotografo gli sta dicendo. Quando il fotografo riesce a ricatturare l'attenzione di Don, gli dice: "voglio che tu sia te stesso".

## Dietro la porta - 2ª parte
- Titolo originale: The Doorway (Part II)
- Diretto da: Scott Hornbacher
- Scritto da: Matthew Weiner

### Trama
A casa Megan sveglia Don per informarlo che dovrà lavorare tutta la settimana e per questo non potrà partecipare al funerale della madre di Roger. Una volta che Megan esce di casa, Don si alza, prende l'accendino di Dinkins e lo butta nel cestino. Prima di andare al funerale, Don comincia a bere.
Betty torna da fare la spesa e viene informata da Sally che Sandy è partita per la Juilliard in anticipo. Betty si preoccupa dato che sa che la ragazza non è stata presa dalla scuola.
La scena successiva è al funerale della madre di Roger dove arrivano dei vassoi che Roger non aveva ordinato e che si scoprono omaggio di Bob Benson della SCDP. Al funerale arriva Jane, l'ex moglie di Roger, che si offre di restituirgli l'anello di sua madre per darlo a Margaret, la figlia di Roger, ma questi decide di lasciarglielo. Don arriva al funerale ubriaco. Roger comincia un discorso di commiato e una cara amica di sua madre esprime il desiderio di parlare, così Roger la lascia parlare. Quando la donna sta facendo il suo discorso, Don vomita davanti a tutti così Ken Cosgrove, Pete Campbell e Harry Crane lo accompagnano fuori. A questo punto, Roger, che fino a quel momento aveva mantenuto un atteggiamento tutto sommato pacato, si sfoga rifacendosela con il nuovo marito della sua prima moglie, Mona, urlandogli contro. Dopo di che chiede a tutti di andarsene, però nessuno si muove così se ne va in camera da letto. Mona sale a vedere come sta.
Pete e Ken accompagnano Don a casa, che da ubriaco, chiede al portiere Jonesy cosa ha visto quando è morto e questi gli risponde di aver visto una luce ma che comunque non gli piace parlare di questo argomento. Don non bada alle parole del portiere e gli chiede se la luce era tipo quella dei tropici e se sentiva il rumore dell'oceano.
Betty va nel Greenwich Village in cerca di Sandy, e alla fine trova il violino della ragazza in una casa diroccata e abbandonata dove abitano un gruppo di giovani in condizioni veramente disagiate, Betty chiede se sanno di chi fosse quel violino o se avessero visto Sandy ma i ragazzi si limitano a risponderle ironicamente. Uno di loro le chiede se sa preparare il Gulasch
Roger parla con sua figlia e le dà un barattolo contenente dell'acqua proveniente dal fiume Giordano, acqua con cui sua nonna era stata battezzata tutta la famiglia. A questo punto Margaret ne approfitta per chiedere se la nonna le abbia lasciato altro, ma il padre le dice che aveva lasciato tutto allo zoo. Così Margaret chiede al padre una mano per aiutare il marito, Brooks, a fare un investimento sui camion refrigerati che a suo dire avrebbero fatto un enorme successo, e quindi anche grandi guadagni. Roger accetta di darle una mano e le chiede di parlare con il marito. Lei è molto felice e allegramente si allontana, dimenticandosi però del barattolo.
Megan trova Don nel letto e gli racconta le novità sul suo personaggio che ha "buttato giù dalle scale la madre di Derek". E scherza con Don sulla possibilità che nessuno voglia più il suo autografo vista la cattiveria del suo personaggio, e, sempre scherzando, chiede a Don se potrà amarla ancora sapendo cosa è capace di fare. Dopo questo scambio di battute restituisce a Don l'accendino di Dinkins dicendo che la donna delle pulizie l'aveva trovato nella spazzatura.
Betty sta ancora aspettando a casa di quei ragazzi che qualcuno le dia notizie di Sandy. Ad un certo punto entra un ragazzo che le dice di aver incontrato Sandy e di averle comprato il violino, dato che la ragazza stava cercando di racimolare qualcosa per andare in California. Betty ha uno scambio di battute abbastanza pesanti con il giovane che avrebbe comprato il violino di Sandy. Così Betty torna a casa.
Peggy sta lavorando al nuovo spot per le cuffie della Koss con il suo ragazzo e rimprovera i suoi colleghi che non riescono a tirare fuori idee valide. Poi, mentre guarda il suo ragazzo che sta ascoltando la musica con le cuffie Koss, Peggy assume un'aria pensierosa, come se avesse avuto un'idea brillante per lo spot.
Don arriva in ufficio e Pete lo informa della presentazione per la Sheraton. Successivamente Don chiede alla segretaria di far recapitare l'accendino al legittimo proprietario sostenendo di sapere solo che sia un soldato ma di non conoscerlo.
Roger è dall'analista e parla della vita e del fatto che prima o poi finirà, parla di sua madre, della sua ex- moglie e di sua figlia.
Ken saluta Bob che si trova nella lobby dell'ufficio e lo rimprovera di aver fatto recapitare del cibo al funerale della madre di Roger, sfruttando l'occasione per avere un'opportunità di farsi notare da Roger. Dopo di che lo invita a tornare a lavorare nel suo ufficio.
Don esprime la sua idea sullo spot per la Sheraton, spiega che il suo spot aveva intenzione di essere evocativo dato che, a parer suo, il loro hotel non offriva solo una vacanza ma un'esperienza e quindi il suo spot raffigura delle impronte sulla spiaggia che spariscono nel mare con dei vestiti sparsi intorno e la scritta "Hawaii, il salto tra le onde". Come ad evocare che chiunque vada lì si tuffi in una nuova esperienza. I clienti però non sono convinti, pensano che quel tipo di immagini facciano pensare alla morte di quell'uomo e non alla sua vacanza e così se ne vanno chiedendo a Don delle nuove idee.
Betty arriva a casa con i capelli tinti di nero, ai figli non piace mentre Henry dice: "Elizabeth Taylor? Che ne hai fatto di mia moglie?"
Caroline informa Roger che l'uomo che gli lustrava le scarpe, Giorgio, è morto. La famiglia gli aveva fatto recapitare il suo kit da lavoro perché Roger era l'unico che lo chiamava per quel motivo. Roger prende il Kit e se lo porta nel suo ufficio. Una volta solo si mette a piangere dando finalmente sfogo alle sue emozioni.
La cena di capodanno vede i Draper impegnati ad intrattenere i Rosens e un'altra coppia. Mentre gli fanno vedere le diapositive del loro viaggio alle Hawaii si vede la foto di Don al matrimonio del militare.
Peggy parla al telefono con l'ex collega Stan e viene interrotta dal suo capo, Tad, che le chiede se ha avuto qualche idea per le cuffie della Koss e lei le spiega che la sua idea sarebbe quella di fare uno spot che mostri un uomo con indosso le cuffie, che fa un po' il buffone. Lo slogan a quel punto sarebbe: "Cuffie Koss, hanno un suono talmente chiaro e pulito che puoi davvero vederlo". Ted le dice che questa è un'ottima idea e la saluta augurandole buon anno.
A casa Draper sono rimasti solo i Rosens e tra una cosa e l'altra è passata mezzanotte senza che nessuno ci facesse caso. All'una Megan risponde al telefono ed è l'ospedale che chiede del dottor Rosens per un'emergenza. Don si offre di accompagnarlo a prendere gli scarponi da neve e gli chiede che cosa si prova ad avere la vita di un uomo nelle proprie mani e Arnold risponde che è un onore e un privilegio che qualcuno gli affidi la propria vita. Dopo di che dice: "Francamente Don, tutta la storia della vita e della morte non mi preoccupa. Non è mai stato così. Quelli come noi sono pagati per questo". E Don replica: "Noi?", e Arnold continua: "Va bene tu sei pagato per pensare a cose alle quali loro non vogliono pensare e io vengo pagato per non pensarci". Detto questo Arnold esce e Don sembra essere pensieroso.. Rientrato a casa va a letto con la moglie di Arnold, Sylvia, che gli aveva dato il libro della Divina Commedia che Don stava leggendo alle Hawaii. Sylvia gli chiede di esprimere un desiderio per l'anno nuovo e lui risponde: "vorrei smettere di fare tutto questo". E lei dice: "lo so".
Dopo di che Don torna a casa da Megan che gli augura buon anno.

## Nuove collaborazioni
- Titolo originale: The Collaborators
- Diretto da: Jon Hamm
- Scritto da: Jonathan Igla e Matthew Weiner

### Trama
Don continua la sua relazione con Sylvia.

Flashback: un giovane Dick va con la sua matrigna (che è incinta) dalla sorella e qui conosce il marito, lo "zio Mac". Vengono ospitati nella loro casa che, allo stesso tempo, ospita anche un bordello.

Pete, intanto, porta nel suo appartamento in città Brenda, la sua vicina di casa.

Mentre si trovano nel locale lavanderia del palazzo, Megan licenzia la sua domestica e causa dei suoi continui errori e distrazioni. Sylvia entra nella lavanderia appena in tempo per assistere alla scena e, quando la domestica va via, chiede a Megan se va tutto bene. Quest'ultima le risponde di sì, ma scoppia in lacrime e Sylvia la riaccompagna nel suo appartamento. Qui Megan le confessa di aver avuto un aborto spontaneo un paio di giorni prima, ma che suo marito non ne è al corrente e non sapeva nemmeno che fosse incinta.

Alla Sterling Cooper Draper Pryce torna Herb, l'uomo della concessionaria Jaguar che aveva preteso una notte con Joan. In una riunione, pretende che l'agenzia si concentri sulla pubblicità a livello locale piuttosto che nazionale (in modo da favorire le sue vendite) e vuole che questa sembri un'idea di Don.

Peggy chiama Stan al telefono per distrarsi un po', in quanto è convinta che sul suo nuovo posto di lavoro tutti la odino e, durante la loro chiacchierata, Stan le racconta che hanno incontrato il "capo" della Heinz Ketchup. Poco dopo passa a salutarla Chaough, il suo capo, e Peggy racconta anche a lui della Heinz Ketchup, il quale decide di preparare una campagna per il prodotto.

I Draper hanno una cena con Sylvia e suo marito Arnold, ma Megan dice a Don di non sentirsi per niente bene e lo invita ad andare da solo all'appuntamento.

A casa di Pete e Trudy bussa la loro vicina Brenda, con il viso tumefatto perché ha litigato con il marito e questi l'ha malmenata. Poco dopo, Trudy l'accompagna in un albergo in cui poter passare la notte.

Al ristorante, Arnold viene chiamato e deve tornare subito in ospedale, così Don e Sylvia rimangono da soli. Dopo una discussione, vanno a letto insieme. Tornato a casa, Megan parla a Don del suo aborto.

Trudy caccia di casa Pete perché ha capito che è andato a letto con Brenda, mentre lei gli aveva chiesto di essere discreto nelle sue scappatelle e gli dice che tra loro è finita, pur non accettando di divorziare.

Alla SCDP viene indetta una nuova riunione con Herb e stavolta anche con i dirigenti della Jaguar. I pubblicitari cercano di vendergli l'idea di Herb ma questa viene respinta, anche a causa di Don.

Quest'ultimo, tornato a casa dal lavoro, si ferma da Sylvia ma lei gli dice di ripassare il mattino seguente.

In un flashback si vede il giovane Dick intento a spiare da una serratura: nella stanza si vede sua madre che va a letto con lo zio Mac.

Don sale al suo appartamento ma, giunto davanti alla porta, decide di non entrare.

## Doppia coppia
- Titolo originale: To Have and To Hold
- Diretto da: Michael Uppendahl
- Scritto da: Erin Levy

### Trama
Nell'appartamento in città di Pete, lui e Don incontrano Timmy (del ketchup Heinz) e lo convincono a valutare le loro idee per la campagna pubblicitaria, lavorandoci in segreto e chiamandola "Progetto K".

A casa di Joan arriva Kate, una sua vecchia amica che lavora nel campo della cosmetica.

Alla SCDP Don e Stan cominciano a lavorare al "Progetto K" nascosti in uno sgabuzzino e i loro colleghi cominciano ad ipotizzare di cosa possa trattarsi, pensando alle cose più assurde.

Sul set della soap-opera in cui recita, a Megan viene annunciato che il suo personaggio piace molto al pubblico e probabilmente dovrà girare delle scene d'amore. Lei ne è entusiasta e, una volta a casa, lo racconta a Don che però non ne è molto contento.

Durante una riunione dei soci, Harry irrompe nella sala riunioni e dice di pretendere di assistere alle successive riunioni, perché con il suo lavoro si è meritato un posto tra di loro. Le sue parole sono un chiaro riferimento sono al fatto che Joan sia diventata socia da un giorno all'altro (perché Harry non sa la verità).

I colleghi di Megan (una è una sua collega e suo marito è il regista) invitano lei e Don a cena per tranquillizzarlo riguardo alle scene d'amore di sua moglie, ma l'appuntamento si conclude in maniera inaspettata: i due chiedono in maniera abbastanza esplicita a Megan ed a Don di unirsi a loro in un'orgia, ma ricevono un rifiuto.

Joan e Kate vanno a cenare in un locale e qui conoscono Leo, che sembra interessato a Kate. Leo propone alle due donne di andare poi ad un party, dove lui e Kate cominciano a baciarsi senza sosta. Nel frattempo, un amico di Leo si interessa a Joan ed anche loro cominciano a baciarsi.

Don, Pete e Stan presentano il loro lavoro a Timmy e scoprono che anche Peggy e Ted Chaough ci stanno lavorando, ma entrambe le agenzie vengono scartate.

Don va ad assistere alle riprese di Megan e, una volta terminate si infuria con la moglie perché l'ha vista felice di aver baciato un altro uomo. Megan rimane in lacrime nel camerino, mentre Don va da Sylvia.

## La tempesta
- Titolo originale: The Flood
- Diretto da: Christopher Manley
- Scritto da: Tom Smuts e Matthew Weiner

### Trama
I Draper incontrano i Rosen all'entrata del palazzo; Don e Megan stanno andando ad una premiazione, mentre Sylvia ed Arnold sono diretti a Washington per il week-end, per partecipare ad una conferenza.

Il padre di Ginsberg, a sua insaputa, gli organizza un'uscita con la figlia di un suo amico. I due vanno a cena fuori, ma Michael dice alcune cose fuori luogo, come ad esempio il fatto che non ha mai fatto sesso.

Durante la premiazione, viene dato l'annuncio dell'assassinio di Martin Luther King e tutti restano sconvolti. In tutto il paese cominciano sommosse e saccheggi; una delle città più colpite è Washington e Don appare visibilmente preoccupato. Il giorno successivo gli animi di tutti sono ancora fortemente scossi.

Alla premiazione, Roger aveva presentato a Don un assicuratore di proprietà, un personaggio molto particolare di nome Randall. Il giorno successivo, Randall va alla SCDP: dice che gli ha fatto visita lo spirito di Martin Luther King e gli ha detto di mettere in discussione il concetto di proprietà, dandogli anche un'idea per una campagna pubblicitaria che però non è stata accettata, perché ritenuta troppo allarmistica. Don e Roger ne discutono ma rifiutano di usare l'idea, ritenendo che Randall sia un pazzo.

Con il caos delle sommosse, Don dimentica di andare a prendere i bambini; Betty lo chiama e pretende che vada a prenderli nonostante gli scontri. Megan porta Sally e Geene ad una veglia al parco, mentre Bobby resta con il padre e gli dice che la mamma lo ha messo in punizione per aver staccato la carta da parati, proibendogli di vedere la tv per una settimana. Don allora lo porta al cinema a vedere Il pianeta delle scimmie.

Henry dice a Betty che gli è stato offerto un seggio al senato ed entrambi ne sono molto felici.

Megan parla a Don dei bambini e qui si giunge ad un momento molto toccante: lui le dice di non essere un uomo che ama i bambini e di non esserlo stato nemmeno quando sono nati i suoi figli, a causa della sua infanzia difficile. Ha finto di amarli e questo lo ha portato spesso a chiedersi se anche suo padre avesse dovuto fingere, prima di lui. Alla fine, però, dice che quando si vedono i figli che cominciano a crescere, si inizia a provare davvero quello che prima si fingeva.

Betty, guardandosi allo specchio, ripensa a quando era magra.

Di notte Don si alza e trova Bobby ancora sveglio; ha paura che qualcuno possa sparare anche ad Henry ma Don gli dice di tranquillizzarsi, che nessuno gli sparerà perché non è una persona così importante.

## Due agenzie, un'idea
- Titolo originale: For Immediate Release
- Diretto da: Jennifer Getzinger
- Scritto da: Matthew Weiner

### Trama
La SCDP vuole quotarsi in borsa e Joan, Pete e Bert incontrano un banchiere.

Peggy ed Abe hanno preso un appartamento in periferia, come voleva Abe, ma le differenze con i quartieri del centro sono subito evidenti.

Frank Gleason (della Cutler, Gleason & Chaough) dice a Ted Chaough di avere un cancro al pancreas ed è preoccupato di lasciarli con dei problemi economici da risolvere.

Marie è in città e Megan le confida che sente che Don si sta allontanando, così sua madre le dà dei consigli. La sera Don, Megan e Marie vanno ad una cena con Herb e sua moglie, per parlare di lavoro. Rimasti soli, Don ed Herb discutono e l'affare con la Jaguar salta.

Pete va in un bordello e, quando saluta la sua accompagnatrice, vede suo suocero uscire da una delle camere con una prostituta di colore. Il giorno dopo Pete va in ufficio e ne parla con Ken, che lo rassicura e gli dice che sicuramente il suocero terrà la bocca chiusa. In quel momento, Ken riceve una telefonata da parte dei dirigenti della Jaguar i quali gli comunicano che, a causa di Don, l'accordo è saltato. Pete si infuria e dice a Don che avevano deciso di quotarsi in borsa, ma che per colpa della sua impulsività questo non sarà più possibile. In quello stesso momento arriva Roger, il quale afferma che è ancora possibile investire in borsa perché è riuscito ad entrare in lizza per pubblicizzare il nuovo modello top secret della Chevrolet.

Peggy va nell'ufficio di Ted Chaough; i due parlano e poi, all'improvviso, Ted la bacia.

Tra la SCDP e la Vicks Chemical Company vengono tagliati i ponti e Pete va su tutte le furie, perché immagina subito che dietro a tutta la faccenda ci sia suo suocero.

Nel nuovo appartamento, Peggy bacia Abe e comincia a fantasticare, immaginando che al suo posto ci sia Ted.

A Detroit, Don e Ted si incontrano in un bar. Entrambi sono convinti che nessuna delle due agenzie riuscirà a concludere l'affare con la General Motors, perché truccato fin dall'inizio. I due cominciano allora ad immaginare i necrologi delle loro agenzie e poi si espongono a vicenda le loro idee per la campagna e si complimentano l'uno con l'altro. Alla fine, a Don viene l'idea di unire la SCDP e la CGC per vincere e poter concludere l'affare.

Pete dice a Trudy di suo padre e lei, offesa, lo caccia via.

Ted e Don vanno alla CGC e dicono a Peggy della fusione, dicendole anche che lei sarà il capo copywriter di questa nuova grande agenzia.

## L'uomo con un piano
- Titolo originale: Man with a Plan
- Diretto da: John Slattery
- Scritto da: Semi Chellas e Matthew Weiner

### Trama
Don apre l'ascensore e sente le urla di Sylvia, che litiga con il marito e gli intima di andarsene.

L'indomani si tiene la prima riunione tra la SCDP e la CGC, per fare il punto della situazione su tutti i marchi per i quali lavorano, dopodiché Ted (insieme a Stan, Peggy e Ginsberg) comincia a pensare a come promuovere la margarina.

Don incontra Sylvia in una camera d'albergo e, dopo essere stati a letto insieme, lui deve tornare in agenzia ma decide di prendere la roba di Sylvia per evitare che lei vada via; così la donna rimane nuda a letto ad aspettarlo, dando inizio così ad una sorta di gioco in cui Don ha il ruolo dominante.

Don e Ted arrivano ad un'idea per la pubblicità della margarina e Sylvia riceve, in albergo, un pacco con un abito rosso molto sexy e non appena lui la raggiunge, ricomincia il loro gioco.

La madre di Pete si presenta nel suo appartamento, convinta che il marito sia ancora vivo e mentre suo figlio è al lavoro incendia l'abitazione, costringendo Pete a spostare una riunione. Don però non vuole rimandare e parte (all'insaputa di Pete) su un piccolo aereo pilotato da Ted, portando con sé il libro si Sylvia e lasciandola ancora in albergo ad aspettare il suo ritorno per poter soddisfare i suoi desideri e bisogni. Ma al suo ritorno, Don trova Sylvia pronta ad andar via: ha sognato l'aereo di Don che cadeva e Megan che al suo funerale piangeva sulla sua spalla e, così, decide di chiudere la loro storia.

Tornato a casa, trova Megan che gli propone di fare un'altra vacanza ad Honolulu per poter passare un po' di tempo da soli; lui la guarda, ma a poco a poco si estrania, smettendo di ascoltarla.

L'episodio si chiude con l'aggressione a colpi di arma da fuoco a Robert Kennedy.

## L'incidente
- Titolo originale: The Crush
- Diretto da: Michael Uppendahl
- Scritto da: Jason Grote e Matthew Weiner

### Trama
Ken è incaricato di far accettare a quelli della Chevrolet le idee dell'agenzia, ma i suoi tentativi non sortiscono alcun effetto. L'episodio inizia con Ken e i dirigenti della Chevy in un'Impala, dopo l'ennesimo rifiuto, mentre si prendono gioco di Ken sguainando una pistola e coprendogli gli occhi mentre è al volante, causando un incidente. Don, intanto, passa molto tempo davanti alla porta dei Rosen, ad ascoltare la voce di Sylvia. Il mattino seguente Ken va in agenzia, malconcio, e riferisce quanto accaduto. Don riceve la telefonata di Sylvia che lo prega di non appostarsi più fuori dalla sua porta, né di lasciare mozziconi a terra, altrimenti ciò che hanno fatto potrebbe essere scoperto da Arnold. Don vorrebbe vederla ma la donna gli dice addio e lui non riesce ad accettarlo. Intanto, in agenzia, arriva la notizia della morte di Frank Gleason (della CGC) a causa del cancro.

Jim Cutler fa arrivare un medico per i dipendenti dell'agenzia, che gli inietta uno stimolatore vitaminico al fine di renderli più ispirati e concentrati fino a 72 ore. In realtà, i dipendenti cominciano a comportarsi come se fosser sotto l'effetto di droghe, Don compreso.

Don ha una forte tosse e questo lo riporta con la mente alla sua adolescenza, quando si è ammalato di bronchite e una delle prostitute del bordello in cui viveva si è presa cura di lui. In realtà, il dettaglio che più di tutti lo incuriosisce è che quella donna(con cui poi perderà la verginità) era molto somigliante alla segretaria di Ted Chaough.

Megan deve uscire per andare ad uno spettacolo e Sally, Bobby e Geene sono a casa loro. Don promette di tornare subito a casa dal lavoro, ma non mantiene la parola data in quanto, in pieno delirio a causa dell'iniezione, va alla ricerca di una vecchia campagna per una zuppa, alla quale vorrebbe ispirarsi. Nel frattempo a casa Draper, mentre i ragazzi dormono, arriva una donna di colore; Sally le chiede chi sia e la donna le dice prima di essere sua nonna e poi, visto che Sally sa bene che non è così, le dice di aver cresciuto suo padre. Cucina delle uova a Sally, poi Bobby si sveglia e con uno stratagemma della donna si lascia sfuggire dove Don conserva i suoi orologi d'oro. Sally però ha capito che la donna mente e cerca di chiamare la polizia, ma invano.

Don torna di corsa a casa, con l'intenzione di cambiarsi per poi andare da Sylvia e tentare di parlarle, ma quando entra in casa trova Megan, Betty, Henry e due poliziotti che gli raccontano della donna che li ha derubati e subito dopo sviene.

L'indomani, in ascensore, Don incontra Sylvia ma riesce a non degnarla neanche di uno sguardo.

In agenzia, infine, Don dice a Chaough che si rifiuta di continuare a lavorare sulla Chevrolet (dicendo che ogni volta che si occupano di macchine, l'agenzia diventa un bordello) e lascia il compito a lui.

## La parte migliore
- Titolo originale: The Better Half
- Diretto da: Phil Abraham
- Scritto da: Erin Levy e Matthew Weiner

### Trama
Dopo una discussione con Don, Peggy torna a casa e trova Abe con un braccio fasciato ed in compagnia di un poliziotto: è stato accoltellato all'uscita dalla metropolitana, ma si rifiuta di denunciare gli aggressori perché sono dei ragazzi disagiati del suo quartiere. Peggy si infuria e dice che venderà l'appartamento.

Henry e Betty sono ad una raccolta fondi ed un uomo le fa delle avances sessuali, facendo ingelosire suo marito.

Il lavoro per Megan non va molto bene, infatti viene criticata dal regista della serie. Don è diretto al campo estivo in cui si trova Bobby e, in una stazione di servizio, incontra Betty che è diretta nello stesso posto ma non conosce la strada, così l'uomo si offre di farle strada. Arrivata sera, si rivedono davanti ai loro alloggi e, dopo aver parlato un po' e ricordato il passato, vanno a letto insieme. Prima di dormire, Betty chiede al suo ex-marito di Megan, dicendogli: "Povera ragazza. Lei non sa che amarti è il modo peggiore di starti vicino". L'indomani Don si sveglia e non la trova accanto a sé; va a fare colazione e la vede a un tavolo con Henry e dopo averli salutati si siede ad un tavolo da solo. Mentre li guarda da lontano, assume un'espressione tra il triste ed il pensieroso.

Duck Phillips offre un incarico a Pete, ma questi rifiuta.

Megan invita a casa la sua collega Arlene, per consolarsi un po' e le dice di sentirsi molto sola ora che lei e Don non sono più sempre insieme. Dopo queste parole, Arlene la bacia ma Megan si tira indietro.

Peggy ed Abe decidono di vendere l'appartamento e cercarne un altro, dopo che qualcuno con un sasso gli ha rotto una finestra. Quella notte, i due sentono delle urla dall'esterno e, accidentalmente, Peggy accoltella Abe all'addome. Mentre sono in ambulanza, diretti in ospedale, Abe decide di lasciarla dicendole che il suo lavoro offende tutto ciò in cui lui crede.

Don torna a casa e trova Megan in terrazza;la ragazza confessa di sapere che tra di loro qualcosa è cambiato e vorrebbe poter fare qualcosa per far ritornare le cose com'erano.

Roger dà a Joan un regalo per il piccolo Kevin, dicendole di voler far parte della sua vita, ma Joan gli risponde che Greg è considerato un eroe per ciò che sta facendo per l'esercito e che dunque è meglio che Kevin cresca con la convinzione che sia Greg suo padre.

Peggy comunica a Ted della sua rottura con Abe ma, contro ogni sua aspettativa, Ted sembra non esserne interessato.

## Le due città
- Titolo originale: A Tale of Two Cities
- Diretto da: John Slattery
- Scritto da: Janet Leahy e Matthew Weiner

### Trama
La nuova agenzia non ha ancora scelto il nuovo nome, nonostante tutti vogliano trovarlo al più presto. Cutler e Ginsberg discutono e quest'ultimo gli dà del fascista.

Joan va a un pranzo organizzatole da Kate con un uomo. Parlando, scopre che è il direttore marketing della Avon Cosmetics e vorrebbe che diventasse un suo cliente. Tornata in ufficio lo dice a Peggy ed insieme lo comunicano a Ted che ne è entusiasta, ma passa l'incarico a Pete perché è più giusto che il cliente incontri per primi l'account ed il creativo. Joan rimane molto delusa da ciò e decide di non dire nulla a Pete dell'incontro e di presentarsi al posto suo insieme a Peggy.

Don, Roger e Henry Crane volano a Los Angeles per incontrare un cliente (cereali Life) e, dopo il meeting, vanno ad un party ad Hollywood. Qui incontrano Denny Siegel (il cugino di Jane Sterling che aveva lavorato per un po' alla Sterling Cooper) e Don fuma Hashish da un narghilè; bacia una donna che ha fumato con lui e poi, all'improvviso, ha un'allucinazione in cui vede Megan hippie ed incinta. Dopo Megan, Don vede anche il soldato Dickins (con il quale aveva scambiato per caso l'accendino ad Honolulu) e poi vede se stesso riverso nella piscina a faccia in giù; sta davvero per annegare, ma Roger lo tira fuori.

Intanto, in agenzia Jim Cutler promuove Bob Benson ad account e gli affida la Chevrolet.

Quando Don e Roger tornano da Los Angeles, i soci si riuniscono e danno il nuovo nome all'agenzia: Sterling Cooper & soci.

L'episodio si conclude con Pete che toglie uno spinello a Stan e lo fuma.

## Favori particolari
- Titolo originale: Favors
- Diretto da: Jennifer Getzinger
- Scritto da: Semi Chellas e Matthew Weiner

### Trama
Betty proibisce a Sally di andare ad una gita perché sarebbero solo due femmine in mezzo a tanti maschi. Sally si arrabbia e le dice di voler andare da suo padre.

La madre di Pete va al suo ufficio con il suo infermiere Manolo e, mentre Pete lo fa entrare per pagarlo, Peggy tiene compagnia a sua madre; quest'ultima è convinta che Peggy sia trudy e, inoltre, allude al fatto che Manolo le procuri "piacere fisico".

Pete, Peggy e Ted vanno a cena insieme; rimasti soli, Pete dice a Peggy di aver capito che lei è innamorata di Ted e che è convinto che anche lui sia innamorato di lei.

Il figlio di Sylvia ed Arnold, Mitchell, è tornato in città; ha lasciato gli studi ed è diventato un attivista e questo sconvolge i genitori perché ora sarà chiamato per andare in guerra. Arnold esce con Don per sfogarsi un po', mentre Mitchell incontra Sally e la sua amica Julia che vanno a passare la serata a casa di Megan e Don.

Don tenta di cercare una soluzione per Mitchell con i suoi clienti della General Motors (persone molto influenti), ma invano e l'indomani Ted lo rimprovera per questo. Tuttavia Chaough si offre di aiutarlo, contattando un suo amico che può fare in modo che il ragazzo diventi un pilota d'aerei; in cambiò, però, vuole che Don la smetta di fargli la guerra e di mettersi sempre in competizione con lui. Don accetta e chiama subito Arnold per dargli la notizia, ma gli risponde Sylvia che si sente subito sollevata.

Pete chiama Bob Benson nel suo ufficio e lo rimprovera per avergli consigliato di assumere Manolo, in quanto si è approfittato di sua madre. Bob gli chiede se sua madre si sente felice con Manolo e Pete gli dice che in effetti gli sembrava di sì; allora Bob gli chiede cosa importa chi sia l'altra persona quando c'è l'amore, sfiorando il ginocchio di Pete. Quest'ultimo rimane disgustato e lo manda via.

Julia dice a Sally di aver messo sotto la porta di Mitchell un foglio firmato dalla stessa Sally in cui c'erano scritte tutte le cose che le piacciono di lui. La ragazzina si infuria e torna di corsa nel palazzo, dove riesce a farsi dare le chiavi dal portiere; entra a casa Rosen e trova il foglietto ma rimane scioccata quando vede Don e Sylvia avere un rapporto sessuale. Per lo shock, fa cadere a terra il mazzo di chiavi, facendosi scoprire dai due, che non riescono a credere a ciò che è successo.

Don corre giù ma Sally è già andata via, allora va in un bar e comincia a bere. Quando torna a casa, trova Megan, Sally e Julia a cena e sua figlia non riesce nemmeno a guardarlo in faccia, ma non ha detto niente a nessuno riguardo a ciò che ha visto. Poco dopo, bussano alla porta Arnold e Mitchell per ringraziare Don di avergli evitato la leva. Una volta andati via, Megan bacia Don dicendogli che è un uomo buono e a queste parole Sally urla "tu mi fai schifo!", correndo in camera sua e chiudendo a chiave la porta. Don la raggiunge e cerca di convincerla, invano, ad aprire la porta; allora le dice, attraverso la porta, che quello che crede d'aver visto era solo il suo modo di consolare Sylvia e che era molto complicato. Sally sa benissimo cos'ha visto, ma comunque gli dice di aver capito e si getta sul letto piangendo.

## Le qualità dei mostri
- Titolo originale: The Quality of Merci
- Diretto da: Phil Abraham
- Scritto da: Andre Jacquemetton e Maria Jacquemetton

### Trama
Ken Cosgrove continua a subire i giochetti dei dirigenti della Chevrolet; dato l'annuncio che sua moglie aspetta un figlio, lo portano a una battuta di caccia per festeggiare e viene colpito ad un occhio.

Betty telefona a Don per dirgli che anche in quel weekend Sally non vuole andare da lui; sua madre ne ignora la ragione, ma Don le dice di riferirle che gli manca molto. Inoltre, Betty gli dice che Sally ha deciso di andare in collegio.

Don ha una pessima cera e sua moglie lo convince a non andare al lavoro. Al suo ritorno a casa, Megan vede che si è ripreso e così lo porta al cinema a vedere Rosemary's Baby; qui incontrano anche Peggy e Ted, che avevano visto lo stesso film e dicono di averlo visto, in realtà, già un'altra volta. Megan intuisce che tra i due c'è qualcosa, ma a Don sembra non interessare.

Dopo l'incidente con l'occhio, Ken si rifiuta di andare nuovamente dai dirigenti della Chevrolet, allora i soci si riuniscono e Pete si offre di andare a Detroit al suo posto, mentre Ken si occuperà dell'affare dall'agenzia. Cutler, inoltre, decide di mandare Bob insieme a Pete.

In ufficio, anche Don comincia a notare l'avvicinamento tra Peggy e Ted.

Sally arriva in collegio. Fa il colloquio e viene mandata al dormitorio, dove incontra due compagne di stanza. Le due si mostrano subito autoritarie e le dicono che per essere accettata avrebbe dovuto trattarle bene, ed avrebbe dovuto pensare di portarle qualcosa in dono, come sigarette o alcolici. Sally però riesce subito a farsi rispettare, facendo arrivare al dormitorio il suo amico Glenn ed un altro ragazzo di nome Rolo, che portano da bere ed un po' d'erba.

Pete vorrebbe liquidare Bob e cerca consiglio da Duck Phillis, inviandogli il suo curriculum. Quando Duck lo richiama, gli dice che tutte le informazioni sono false, compreso il nome e forse l'età. È riuscito comunque a sapere che prima faceva il domestico e che i suoi genitori sono due fratello e sorella.

La compagna di stanza di Sally si apparta con Glenn, mentre lei rimane da sola con Rolo che tenta di baciarla. Lei si tira indietro e chiama Glenn, dicendogli che Rolo ha cercato di forzarla; i due si azzuffano, poi vanno via.

Ted e Peggy lavorano ad una compagna con un budget di 15.000 dollari, ma la loro idea richiede un aumento considerevole (50.000 dollari). Durante l'incontro con la compagnia, la loro richiesta viene rifiutata ma grazie a Don riescono a salire a 25.000 (li convince inventando che quella era stata l'ultima idea di Gleason prima di morire). Ted è molto risentito ed intuisce che Don sospetta di una relazione tra lui e Peggy.

Betty e Sally sono in viaggio verso casa; la madre le dice che il suo colloquio è andato molto bene e le offre una sigaretta.

Peggy raggiunge Don nel suo ufficio e lo accusa di aver rovinato Ted a causa del suo non saper accettare che lui sia una brava persona. Don le dice che Ted non è così virtuoso, in realtà, e che comunque ha fatto solo ciò che era meglio per l'agenzia. Peggy gli dice che è un mostro e va via.

## La cura di sé
- Titolo originale: In Care of
- Diretto da: Matthew Weiner
- Scritto da: Carly Wray e Matthew Weiner

### Trama
Stan chiede a Don di potersi occupare lui della Sunkist, trasferendosi così a Los Angeles, ma Don non è convinto.

Roger dice a Bob di stare lontano da Joan, perché è convinto che tra i due ci sia qualcosa.

Don va in un bar e comincia a bere; lì incontra un sacerdote che cerca di redimere un uomo seduto al bancone. Don gli dice di stare zitto, allora l'uomo gli si avvicina e comincia a parlargli. In un flashback della sua infanzia, ricorda quando lo zio Mac buttò fuori di casa un prete che cercava di redimere le prostitute che lavoravano per lui. In seguito a questo ricordo, vediamo Don in una cella: è stato arrestato per aver picchiato il sacerdote. La mattina seguente torna a casa e dice a Megan di volersi trasferire a Los Angeles, perché non riesce più a vivere a New York, ma non vuole costringerla ad abbandonare il suo lavoro. Lei allora gli dice di aver ricevuto molte proposte da Hollywood, ma di averle sempre rifiutate per paura che lui si arrabbiasse; poi gli chiede come farà con i figli. Lui le risponde: "Scambieranno i weekend con un'estate intera a Los Angeles. Siamo stati felici là... potremmo esserlo di nuovo". Megan inizia a piangere ed accetta e i due si baciano.

In agenzia arriva un telegramma per Pete: sua madre è caduta da una nave ed è dispersa in mare. Dopo alcune telefonate, scopre che lei e Manolo si erano sposati e pensa che lui abbia voluto ucciderla credendola ricca.

Don comunica la sua proposta ai soci, aspettandosi una votazione, mentre Stan ci rimane molto male.

Peggy esce con un uomo, ma l'appuntamento va male; ad aspettarla fuori dal suo appartamento trova Ted, che si dice pronto a lasciare sua moglie perché ama lei: i due si baciano e cominciano a spogliarsi.

Betty chiama Don a tarda sera; Sally è stata sospesa dal collegio, perché scoperta a comprare birra con documenti falsi fatti da lei.

L'indomani, in ufficio, Ted raggiunge Don e gli chiede di poter mandare lui in California; ha capito di non poter buttare via il suo matrimonio e vorrebbe dunque allontanarsi da Peggy. Don si sente rammaricato, ma ormai è troppo tardi; Megan ha già lasciato il suo lavoro ed anche lui ha bisogno di ricominciare lontano da lì.

Durante una riunione con quelli della cioccolata Hershey, Don inventa un aneddoto felice della sua infanzia legato a quella cioccolata. Poco dopo, però, decide di dire la verità e racconta il vero legame che aveva con le barrette Hershey, portando alla luce la sua infanzia da orfano. Dopo questa riunione, Don dice a Ted che gli cederà il posto a Los Angeles.

Ted comunica a Peggy la sua decisione di partire, mentre Don dice a Megan che non andranno più in California; entrambe le donne vanno su tutte le furie.

Arriva il giorno del Ringraziamento. Bert, Roger, Joan e Jim Cutler indicono una riunione la mattina presto e chiedono a Don di partecipare: dato il suo comportamento, è costretto ad un periodo forzato di pausa dal lavoro per alcuni mesi. Pete e Trudy si riappacificano prima di dirsi addio (lui si sposterà a L.A. per seguire il lavoro di Ted). Joan invita Roger al pranzo del Ringraziamento; ha deciso che potrà far parte della vita del piccolo Kevin, ma non della sua. Infine, Don va a prendere i suoi figli e decide di portarli in Pennsylvania a vedere l'edificio ormai semi-diroccato che ospitava il bordello nel quale ha vissuto la sua adolescenza.